# Sébastien Demers
Pour les articles homonymes, voir Demers.
Sébastien Demers est un boxeur québécois originaire de St-Hyacinthe né le 24 décembre 1979. 

## Carrière
Passé professionnel en 2004, il remporte le titre canadien des super-welters face à Claudio Ortiz en juin 2005 ainsi que le titre québécois la même année face à Ian MacKillop. Il s'empare également dans cette même division du titre Trans America Boxing aux dépens de Mamadou Thiam le 11 mars 2006 puis de la ceinture IBF International des poids moyens face à ce même Ian MacKillop. Ce titre lui permet de rentrer dans le top 15 de l'IBF et de décrocher un combat de championnat du monde contre le tenant du titre Arthur Abraham. Le combat se déroule en Allemagne le 26 mai 2007 et Demers est stoppé par l'arbitre à 2 minutes 57 secondes dans le troisième round. 
Sébastien remonte sur le ring le 15 septembre 2007 au Casino de Montréal et domine aux points le québécois d'origine tunisienne Walid Smichet par décision unanime des juges (117-111, 117-111, 119-109). Il conserve ainsi sa ceinture de champion des poids moyens de l'IBF International et remporte à cette occasion la ceinture de champion du Canada que détenait Smichet. 
Le 7 septembre 2009, il devient champion d'Amérique du Nord NABF des super-moyens après sa victoire aux points contre Nicholson Poulard. Il enchaine par un succès face à William Joppy en mars 2010 mais subit deux revers consécutifs le 11 juin et le 3 décembre 2010 contre Bryan Vera et Renan St-Juste.
Le 5 novembre 2011, il perd par décision unanime contre Allan Green au Colisée de Québec.

## Référence
1. ↑  (en) Sebastien Demers vs. Nicholson Poulard(boxrec.com)